# Mistrzostwa Azji w Chodzie Sportowym 2007
Mistrzostwa Azji w Chodzie Sportowym 2007 – zawody lekkoatletyczne, które odbyły się 16 kwietnia w japońskim mieście Neagari.
Zwyciężczyni chodu na 20 kilometrów – Japonka Mayumi Kawasaki ustanowiła wynikiem 1:28:56 rekord kraju w tej konkurencji.

## Rezultaty
| Konkurencja:           | Złoto           | Wynik   | Srebro           | Wynik   | Brąz             | Wynik   |
| Chód na 20 km mężczyzn | Takayuki Tani   | 1:21:09 | Kōichirō Morioka | 1:21:30 | Akihiro Sugimoto | 1:23:17 |
| Chód na 20 km kobiet   | Mayumi Kawasaki | 1:28:56 | Sachiko Konishi  | 1:33:05 | Kim Mi-jung      | 1:34:54 |

## Klasyfikacja medalowa
| Miejsce | Kraj             | Złoto | Srebro | Brąz | Razem |
| 1.      | Japonia          | 2     | 2      | 1    | 5     |
| 2.      | Korea Południowa | 0     | 0      | 1    | 1     |
| Suma    | Suma             | 2     | 2      | 2    | 6     |